# Abrophyllaceae
Abrophyllaceae, biljna porodica u Tahtadžjanovom sustavu, po nekima sinonim za porodicu Rousseaceae DC. i klasifiicirana u red Asterales. Po drugima to je porodica koja obuhvaća rod Abrophyllum Hook.f. ex Benth. a pripada redu Hydrangeales (hortenzijolike) i podrazredu Cornidae.
Abrophyllum ormans (F.Muell.) Hook.f. je grm ili manje stablo do 8 metara visine, koje raste u toplim umjerenim i suptropskim kišnim šumama, osobito uz manje vodotoke ili po jarugama na siromašnim tlima. Druga vrsta koja pripada ovom rodu i porodici je Abrophyllum microcarpum. (F.M.Bailey) Domin. Obje vrste žive u Australiji, Queensland.